# Planetario de Bangkok
El Planetario de Bangkok (en tailandés: ท้องฟ้าจำลองกรุงเทพ) es el planetario más antiguo de Tailandia. Se encuentra en la vía Sukhumvit en Bangkok, siendo parte del Centro de Ciencias de la Educación, que es operado por el Departamento de Educación No Formal del Ministerio de Educación.
La construcción del planetario comenzó en 1962 con un presupuesto de doce millones de baht. El planetario abrió el 18 de agosto de 1964. La cúpula del planetario es 20,60 metros de diámetro y 13 metros de altura, y tiene 450 asientos.